# 1920 год в спорте
Список 1920 год в спорте перечисляет спортивные события, произошедшие в 1920 году.

## Россия
- Всероссийская шахматная олимпиада 1920;

### Футбол
- Созданы клубы:
  - «Локомотив» (Днепропетровск);
  - «Николаев» (Николаевская область);

## Международные события
- Чемпионат мира по тяжёлой атлетике 1920;

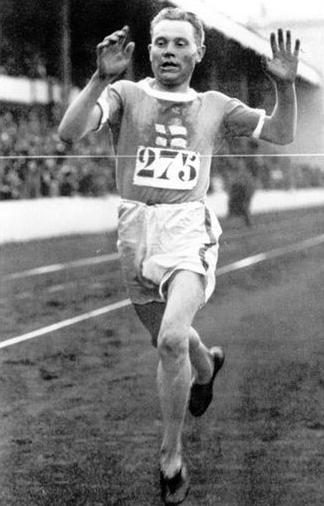
Трёхкратный чемпион Олимпиады в Антверпене Пааво Нурми

### Летние Олимпийские игры 1920
- Академическая гребля;
- Бокс;
- Борьба;
- Велоспорт;
- Водное поло;
- Конный спорт;
- Лёгкая атлетика;
  - Бег на 3000 метров с препятствиями;
  - Метание веса в 56 фунтов;
  - Прыжки в высоту;
  - Прыжки в длину;
- Парусный спорт;
- Перетягивание каната;
- Плавание;
- Поло;
- Прыжки в воду;
- Регби;
- Современное пятиборье;
- Спортивная гимнастика;
- Стрельба из лука;
- Стрельба;
- Теннис;
- Тяжёлая атлетика;
- Фехтование;
- Фигурное катание;
- Футбол;
- Хоккей;
- Хоккей на траве;
- Итоги летних Олимпийских игр 1920 года;

### Баскетбол
Созданы клубы:
- «Вилланова Уайлдкэтс»;
- «Вюрцбург»;
- «Мемфис Тайгерс»;
- «Тирана»;

### Футбол
- Финал Кубка Франции по футболу 1920;
- Чемпионат Исландии по футболу 1920;
- Чемпионат Северной Ирландии по футболу 1919/1920;
- Чемпионат Северной Ирландии по футболу 1920/1921;
- Чемпионат Уругвая по футболу 1920;
- Созданы клубы:
  - «Аль-Масри»;
  - «Альянса Атлетико»;
  - «Анагенниси» (Деринья);
  - «Ангулем»;
  - «Басаньес»;
  - «Белья Виста»;
  - «Беране»;
  - «Валантинье»;
  - «Виртус Ланчано»;
  - «Волендам»;
  - «Залаэгерсег»;
  - «Ист Бенгал»;
  - «Истр»;
  - «Кальяри»;
  - «Кольмар»;
  - «Машакене»;
  - «Могрен»;
  - «Моркам»;
  - «Орлеан»;
  - «Осасуна»;
  - «Полония» (Бытом);
  - «Португеза Деспортос»;
  - «Раднички» (Белград);
  - «Рудар»;
  - «Рух»;
  - «Серкль Атлетик» (Бастия);
  - «Спартак» (Миява);
  - «Триглав»;
  - «Фоджа»;
  - «Херенвен»;
  - «Эмполи»;
  - «Ягеллония»;

#### Англия
- Финал Кубка Англии по футболу 1920;
- Футбольная лига Англии 1919/1920;
- Футбольная лига Англии 1920/1921;

### Хоккей с шайбой
- НХЛ в сезоне 1919/1920;
- НХЛ в сезоне 1920/1921;
- Создан клуб «Гамильтон Тайгерз»;